# Sana Bir Sır Vereceğim
Sana Bir Sır Vereceğim es una serie de televisión dramática turca que consta de 29 episodios de 60 minutos, que se emitida en Fox del 5 de julio de 2013 al 2 de febrero de 2014. Está dirigida por Cevriye Demir y Filiz Gülmez Pakman, escrita por Ethem Özışık, producida por Scor Films y protagonizada por Esra Ronabar, Murat Han, Ekin Koç y Demet Özdemir. Es una adaptación de la serie de televisión española Los protegidos, que se emitió de 2010 a 2012.

## Sinopsis
En una noche tormentosa, Sevgi Gündoğdu se despierta con una pesadilla y su hija Darya es secuestrada ante sus ojos. Sevgi se alarmó y fue a la policía todos los días durante tres meses, esperando noticias. Mientras tanto, Mehmet aparece ante ella para ayudarla a encontrar a Darya y otros huérfanos con habilidades especiales que están escondidos en la casa al pie de la montaña.

## Reparto
- Esra Ronabar como Sevgi Gündoğdu
- Murat Han como Mehmet Gündoğdu
- Ekin Koç como Kıvanç "Tilki" Gündoğdu
- Demet Özdemir como Aylin Gündoğdu
- Burak Can como Burak Gündoğdu
- Dila Danışman como Çağla
- Bora Cengiz como Levent
- Su Burcu Yazgı Coşkun como Zeynep Gündoğdu
- Berk Cankat como Savaş Yapıcı
- İpek Bağrıaçık como Meltem
- Dilşad Şimşek como Esra
- Metehan Sezer como Gürcan Gündoğdu
- Gazanfer Ündüz como Nihat
- Sümeyra Koç como Şifacı "Duru"
- Serhat Özcan como Kemal

## Temporadas
| Temporada | Temporada | Episodios | Rango de episodios | Emisión original   | Emisión original     |
| Temporada | Temporada | Episodios | Rango de episodios | Inicio             | Final                |
| --------- | --------- | --------- | ------------------ | ------------------ | -------------------- |
|           | 1         | 29        | 1 - 29             | 5 de julio de 2013 | 2 de febrero de 2014 |

## Producción
La serie está dirigida por Cevriye Demir y Filiz Gülmez Pakman, escrita por Ethem Özışık y producida por Scor Films. Además, es una adaptación de la serie de televisión española Los protegidos, que se emitió de 2010 a 2012.

### Rodaje
El rodaje de la serie se realizó íntegramente en Estambul y sus alrededores.